# Schuber

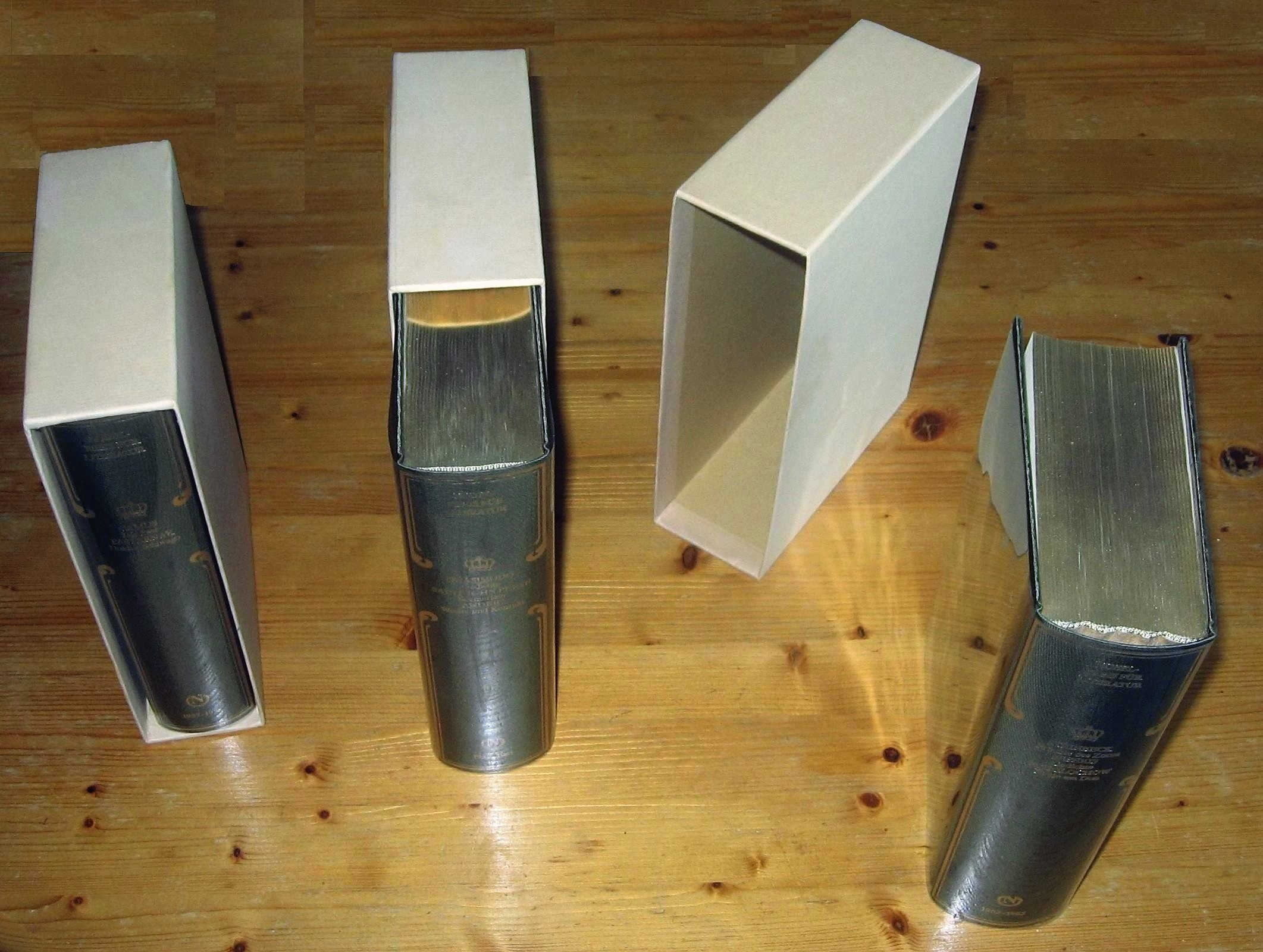
Bücher und Schuber

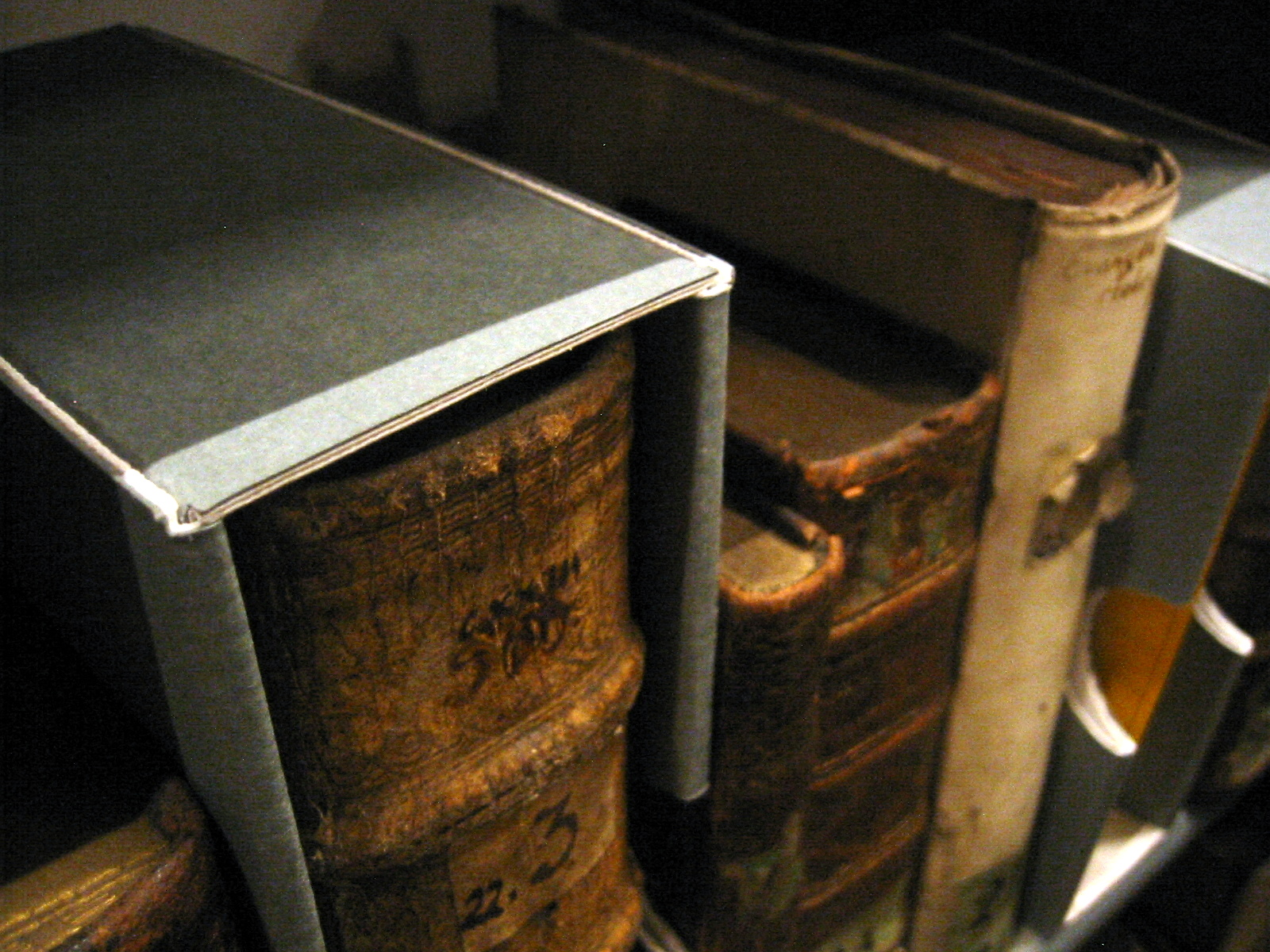
Schützenswertes, historisches Buch in Schuber

Ein Schuber oder Schutzkarton (engl.: slipcase) ist ein fünfseitig geschlossenes Schutzbehältnis, in dem passgenau ein oder mehrere Bücher, Zeitschriften, Broschüren oder Ähnliches aufbewahrt werden. Werden mehrere Exemplare in einem Schuber aufbewahrt, spricht man von einem Sammelschuber. In einen Schuber wird ein Buch so eingeschoben, dass nur noch der Buchrücken sichtbar ist. Somit wird das Buch von außen geschützt, aber der Titel auf dem Buchrücken kann weiterhin gelesen werden.

## Herstellung
Schuber werden meist aus Pappe oder starkem Karton hergestellt und werden dann mehr oder weniger aufwendig verziert. Bei besonderen, kostbaren Büchern kann es auch vorkommen, dass der Schutzkarton mit einem Deckel versehen ist, der zusätzlich noch den Rücken des Buches schützt.

## Nutzen
Ein Schuber dient nicht immer nur zur Verschönerung oder zum Schutz eines Buches, sondern wird auch werbetechnisch benutzt. So bietet er zusätzlichen Platz, um auf das Buch aufmerksam zu machen, aber auch um für den Verlag oder Hersteller zu werben. Häufig werden Sonderausgaben, Sammlungen oder Jubiläumseditionen von Büchern in Schubern verkauft, aber auch digitale Medien wie DVDs oder CDs werden oft in Schubern verkauft. Vierseitig geschlossene Schuber, also solche mit offener Vor- und Rückseite, werden als O-Card bezeichnet.

## Besonderheit
Fachkundige benutzen die Bezeichnung Schuber nur für die Schutzkartons bibliophiler Bücher. In diesem Fall ist der Schuber „selbst bibliophil mit Samt oder Buntpapier ausgeschlagen, mit besonderen Stoffen (unter Umständen Pergament) überzogenen und an der offenen Seite mit Lederrändern versehen.“ Diese verzierten Schuber gehören dann als Bestandteil mit zum Buch.